# Кулик, Фёдор Владимирович
Фёдор Влади́мирович Кули́к (1928 — 12.08.2011) — советский передовик сельскохозяйственного производства, Герой Социалистического Труда (1966).

## Биография
С 1950 года комбайнер колхоза имени Горького (село Зиньков Виньковецкого района Хмельницкой области).
В 1963—1967 депутат Верховного Совета Украинской ССР 6-8-го созыва.
Герой Социалистического Труда (1966).
В 1968—1973 учился заочно в Новоушицком техникуме механизации сельского хозяйства.
В 1971 году убрал зерновые на площади 474 га, намолотил 1458 тонн зерна.
Умер 12 августа 2011 года в селе Зиньков.